# Artūras Vazbys
Artūras Vazbys (*  7. September 1971  in Jonava) ist ein litauischer Politiker und Diplomat.

## Leben
Nach dem Abitur 1989 an der Kristijonas-Donelaitis-Mittelschule Klaipėda absolvierte er 1994 das Bachelorstudium der Psychologie und 1997 das Masterstudium der Organisationspsychologie an der Fakultät für Philosophie der Vilniaus universitetas.
Von 1994 bis 1996 war er Korrespondent der Wochenschrift „Apžvalga“ und von 1995 bis 1996 der Radiostation „Freie Europa“. Von 1996 bis 1997 war er Pressevertreter von Krikščionys-demokratai-Fraktion im Seimas, von 1997 bis 2000 Ministerreferent und ab 2000 Oberspezialist  am Außenministerium Litauens. Von 2000 bis 2004 war er Mitglied im Seimas. Danach arbeitete er als Diplomat, Ministerberater in der litauischen Botschaft in USA.
Ab 2000 war er Mitglied der Moderniųjų krikščionių demokratų sąjunga, ab 2003 der Liberalų ir centro sąjunga und danach der Tėvynės Sąjunga.
Er ist verheiratet. Mit Frau Liana hat er die Tochter Nora.

## Quelle
- Leben

| Personendaten    | Personendaten                      |
| ---------------- | ---------------------------------- |
| NAME             | Vazbys, Artūras                    |
| KURZBESCHREIBUNG | litauischer Politiker und Diplomat |
| GEBURTSDATUM     | 7. September 1971                  |
| GEBURTSORT       | Jonava                             |